# Krzysztof Kolberger
Krzysztof Marek Kolberger est un acteur, réalisateur et scénariste polonais, né le 13 août 1950 à Gdańsk et mort le 7 janvier 2011 à Varsovie.

## Filmographie partielle
- 1980 : Le Contrat (Kontrakt) de Krzysztof Zanussi : Piotr
- 1988 : L'Incantation de la vallée des serpents (Klątwa Doliny Węży) de Marek Piestrak : Professeur Jan Tarnas
- 1999 : Pan Tadeusz : Quand Napoléon traversait le Niémen (Pan Tadeusz) d'Andrzej Wajda : Adam Mickiewicz
- 2007 : Katyń d'Andrzej Wajda : le prêtre Jasiński

## Distinctions
- Croix d'Argent du Mérite polonais
- Médaille d'or du Mérite culturel polonais Gloria Artis
- Croix de Commandeur dans l'Ordre Polonia Restituta en 2011, à titre posthume